# Gustave Van Vaerenbergh
Gustave Van Vaerenbergh (Gent, 6 januari 1873 – Schaarbeek, 16 februari 1927) was een Belgische beeldhouwer.

## Biografie
Van Vaerenbergh volgde les aan de Academie voor Schone Kunsten te Gent van 1888 tot 1890. Zoals veel kunstenaars die afkomstig waren uit een bescheiden milieu (hij was de zoon van een schoenmaker) ging Gustave Van Vaerenbergh werken in bedrijven waar hij zijn artistieke aanleg en vorming voor commerciële doeleinden kon aanwenden.
In 1901 verhuisde hij naar Sint-Joost-ten-Node, en een jaar later naar Schaarbeek waar hij de rest van zijn leven zou blijven wonen. Hij ging er werken als «mouleur en plâtre» (modelleerder of maker van matrijzen voor  gipsen beelden) bij het bedrijf A. Carli Frères in de L'Olivierstraat in Schaarbeek, een bedrijf dat commerciële beelden produceerde. Deze succesvolle onderneming, die actief was van het begin tot voorbij het midden van de twintigste eeuw, telde bij aanvang ongeveer 20 werknemers en op haar hoogtepunt ongeveer 100 werknemers. De beelden zijn wereldwijd verspreid.  Antonio Carli, beeldhouwer, was de stichter van het Atelier A. Carli Frères, samen met familieleden. Zij waren afkomstig uit Bagni di Lucca (Italië). Hun bedrijf was gespecialiseerd in het maken van religieuze beelden, goedkope decoratieve beelden, garnituren en vazen in gips en terracotta en duurdere klassieke art nouveau-beelden in steen en brons.

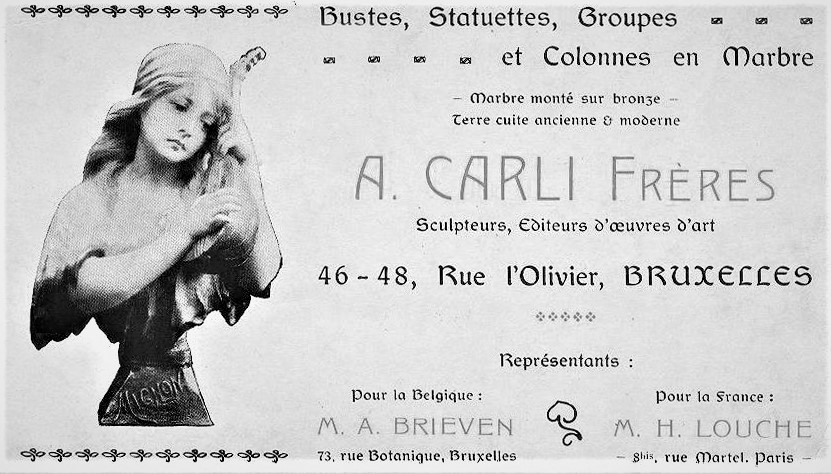
A. Carli Frères Schaarbeek - reclame

Opvallend is dat verschillende familieleden van Gustave Van Vaerenbergh (zijn broer en zuster, later ook zijn ouders) en andere inwoners van Gent en omgeving in die periode in de buurt van Schaarbeek gingen wonen. Onder meer zijn broer Octave ("mouleur en plâtre") was ook werkzaam bij A. Carli Frères. In 1906 was Gustave Van Vaerenbergh reeds officieel aangesteld als beeldhouwer in het bedrijf. Als beeldhouwer maakte hij vooral bustes van jonge vrouwen in de art nouveau-stijl, maar ook beelden van kinderen, dieren en pierrots in marmer, brons, albast, aardewerk en gips. Merkwaardig zijn de chryselephantines die de vergelijking met art nouveau-beelden van grote beeldhouwers kunnen doorstaan. Daarnaast ontwierp hij ook eenvoudige gipsen garnituurbeelden zoals vazen, klokken en figurines. In kwaliteit zijn die werken ver verwijderd van zijn chryselephantines en marmeren en albaster beeldhouwwerken, maar ze waren ongetwijfeld belangrijk voor het commerciële succes van de onderneming A. Carli Frères. De ontwerpen waren ongetwijfeld dikwijls geïnspireerd op oudere populaire werken, bv. het meisje met de hoed. In het commerciële bedrijf was ongetwijfeld weinig ruimte voor eigen initiatief, daarnaast werd er ook gewerkt op bestelling, waardoor dikwijls een afbeelding van een bestaand werk als voorbeeld zal zijn afgegeven. Gustave Van Vaerenbergh slaagde er echter in één of meerdere varianten  te creëren, duidelijk verschillend van de inspiratiebron en mooier dan het origineel.     
Alle beelden werden genummerd en daarna in serie geproduceerd. In de overzichtscatalogus van de werken van Gustave Van Vaerenbergh van Florian Haberey zijn ongeveer 180 werken van Gustave Van Vaerenbergh met een eigen serienummer vermeld. Dit is ongetwijfeld slechts een fractie van het totaal aantal van zijn ontwerpen. Deze werken werden daarna gereproduceerd. De beeldhouwwerken in steen van dezelfde serie zijn daarom altijd licht verschillend. De meeste beelden werden gemaakt in meervoudig albast met een marmeren sokkel. Opvallend bij zijn ontwerpen is een herhaling van het zelfde thema met lichte variaties, bijvoorbeeld de stand van het hoofd of licht verschillende kledij. Dit wijst op het belang van de commerciële aspecten in zijn creaties. Het is waarschijnlijk dat meerdere werknemers van het bedrijf instonden voor de reproductie van de beelden. Er waren meerdere beeldhouwers actief in het bedrijf.  De beeldhouwer Ricardo Aurilli heeft in het bedrijf gewerkt van 1905 tot 1914.
Gustave Van Vaerenbergh overleed in Schaarbeek op 16 februari 1927.

## Signatuur

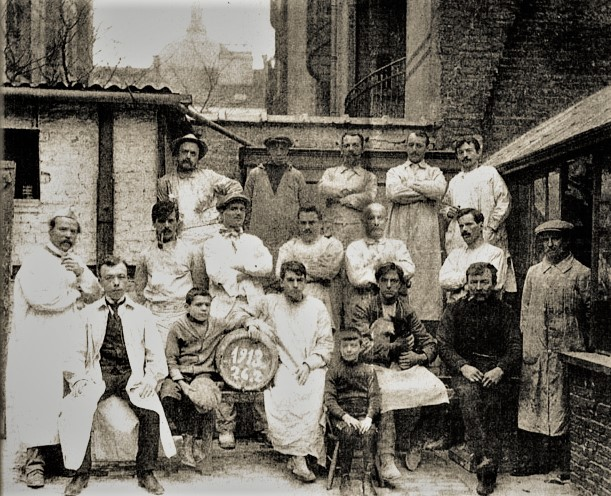
Werknemers van Ets. A. Carli Frères in 1913. Gustave Van Vaerenbergh staat links bovenaan.

Gustave Van Vaerenbergh signeerde zijn werken met G.Van Vaerenbergh of G.V.Vaerenbergh. 
Opvallend is dat werken uit een serie die met zijn naam zijn gesigneerd soms ook terugkomen met de signatuur "Carli", "A Carli" en "G.Carli". Deze signaturen zijn ook te zien op andere werken van het bedrijf. In een iets latere fase is er binnen de onderneming een grote productie van beelden en vooral religieuze werken met signatuur van de beeldhouwer Jean Carli.
Hoewel de meeste internetsites vermelden dat G. Carli een pseudoniem is van Gustave Van Vaerenbergh, is het waarschijnlijker dat "G. Carli" staat voor Giovanni Carli, waarschijnlijk Giovanni Ornido Carli, aangezien zijn broer Giovanni Ambrosio Guido Carli steeds signeert met Jean of J.Carli. De signatuur van A. Carli zou dan van de bedrijfsleider Antonio kunnen zijn, maar het is ook mogelijk dat het gaat om een andere broer Ambrogio die enkel bekend is uit de overlevering, maar waarvan geen bronnen bestaan. Waarschijnlijk werden de kopieën van de beelden Van Vaerenbergh gemaakt na het overlijden van Gustave Van Vaerenbergh. Dit zou de variaties in de beelden en de verschillende signaturen op gelijkaardige beelden kunnen verklaren, waarschijnlijk om auteursrechten te vermijden.
Het bronsgieten gebeurde in de "Ateliers H. Dechaineux" in Schaarbeek. Ook deze vermelding vindt men soms terug op zijn werken.

## Verwarring
Er zijn geen banden tussen het bedrijf A. Carli Frères uit Schaarbeek en de beeldhouwers Auguste Carli en zijn broer François Carli uit Marseille. en hun "Atelier-museum frères Carli" voor reproductie van beeldjes in gips in Marseille  Het is dus geen bijhuis van dit atelier-museum zoals dikwijls vermeld wordt.  
Door het gebruik van de signatuur "Carli" in diverse variaties worden de werken van A. Carli Frères zeer dikwijls foutief aan Auguste Carli en aan de Italiaanse beeldhouwer Guiseppe Carli (1915 - 1987) toegeschreven, zelfs wanneer er "made in Belgium" op staat. 
Soms is er ook verwarring over Van Vaerenberghs voornaam en wordt hij als Georges Van Vaerenbergh aangeduid.

## Galerij

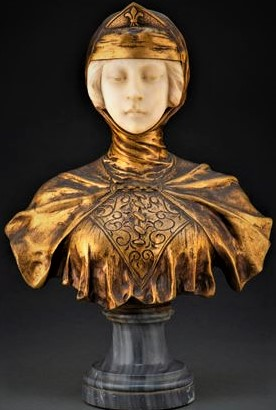
Chryselephantine (Jeanne d'Arc)
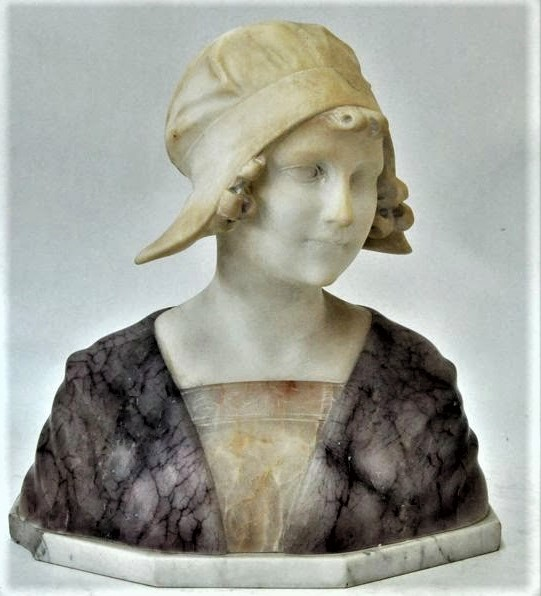
Jonge dame met muts (marmer)
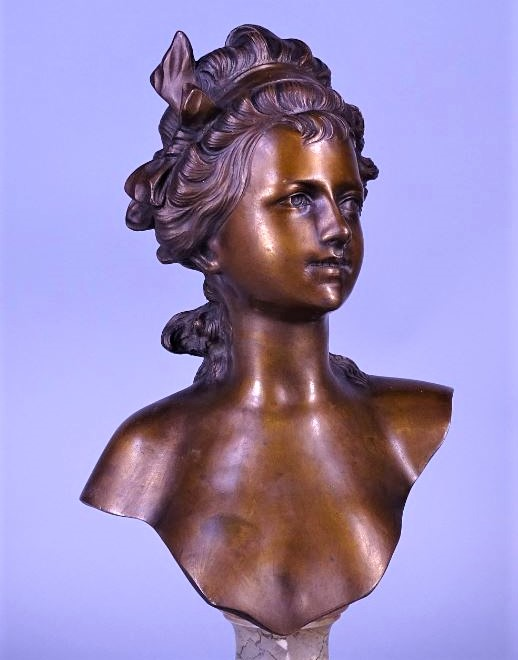
Gustave Van Vaerenbergh : buste in brons
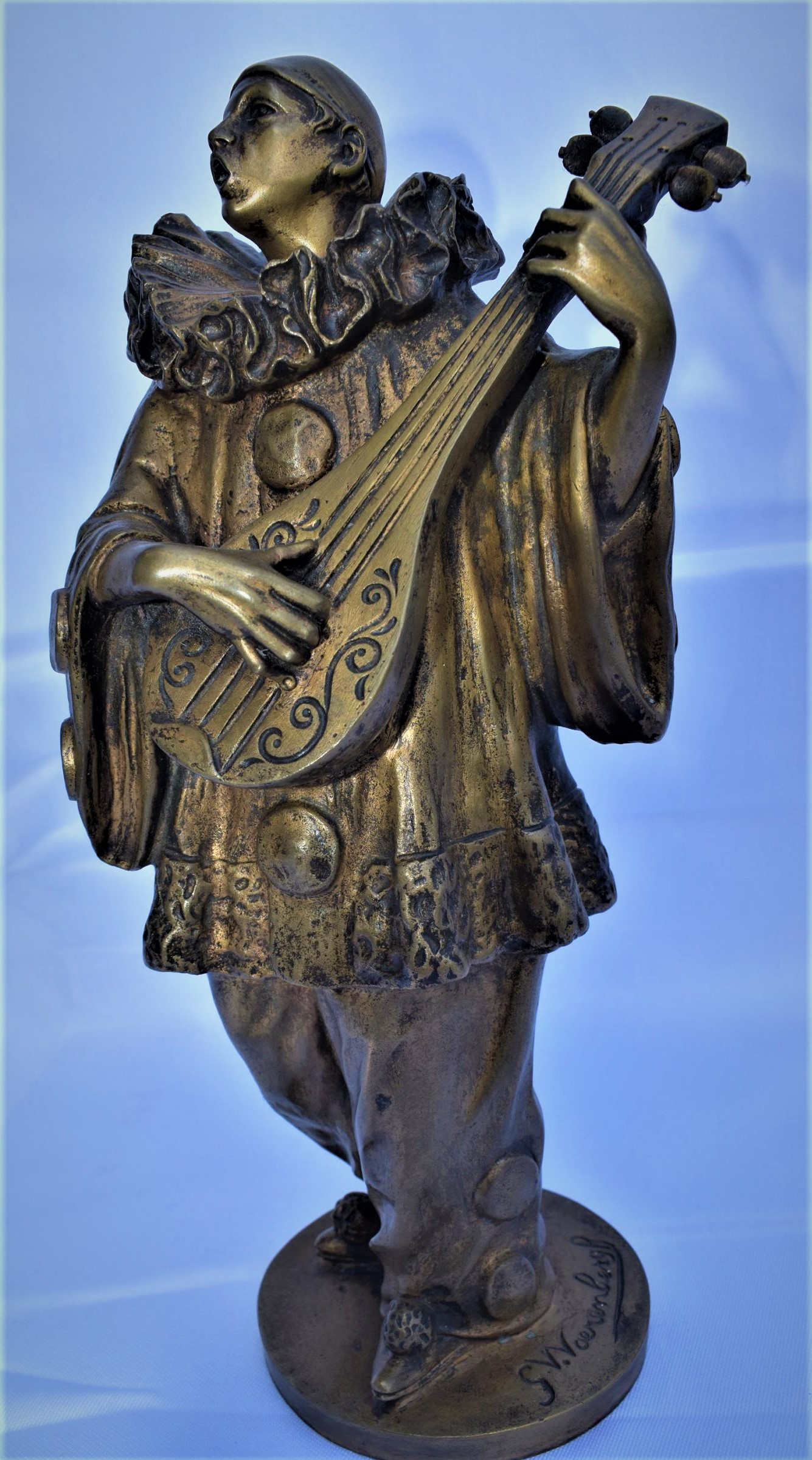
Gustave Van Vaerenbergh : Pierrot in brons
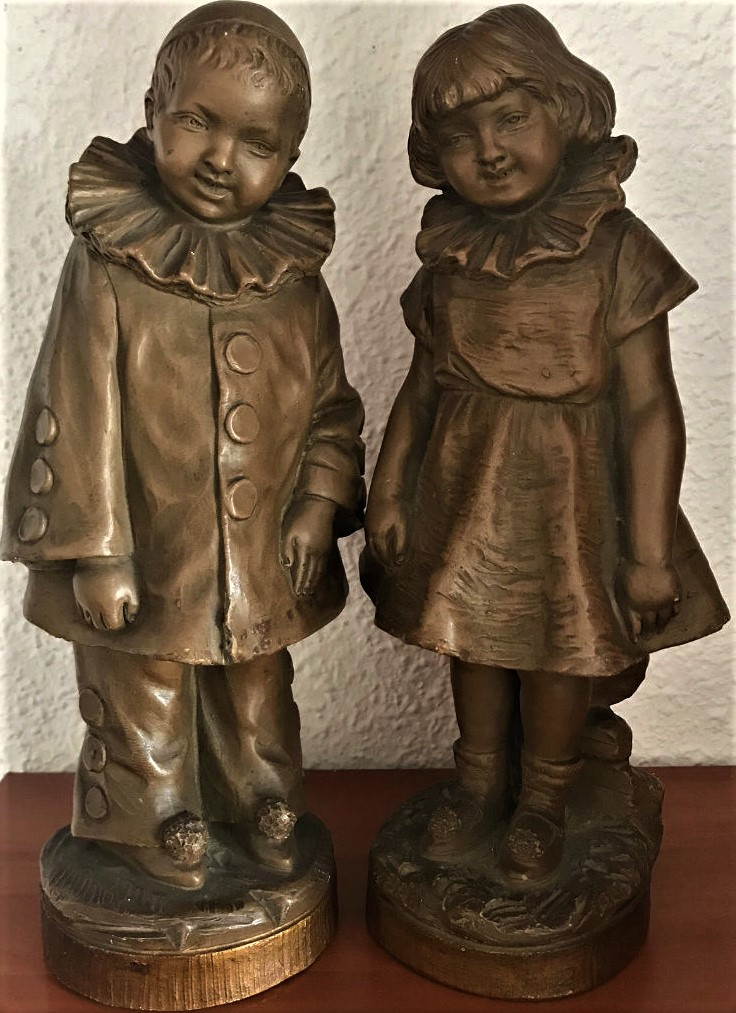
Pierrots (gips)
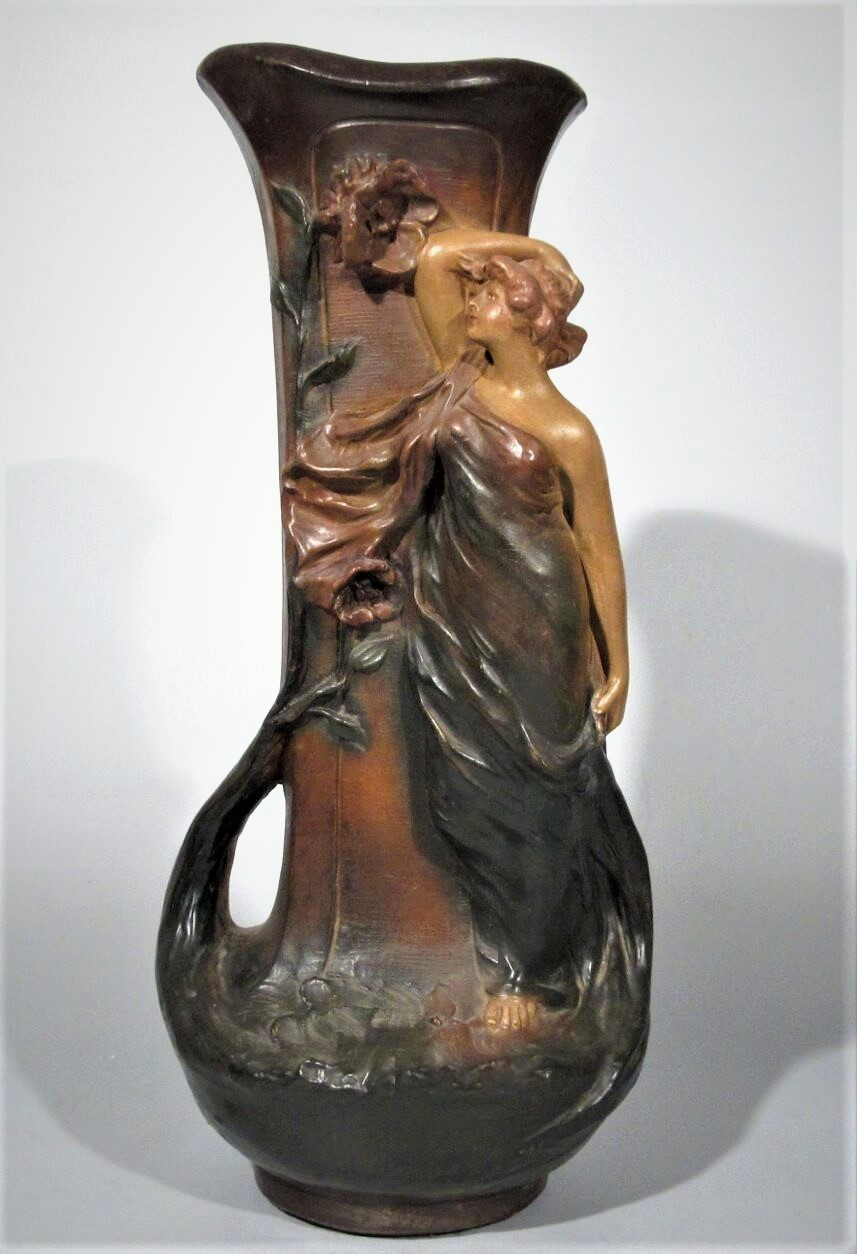
Vaas (gips)
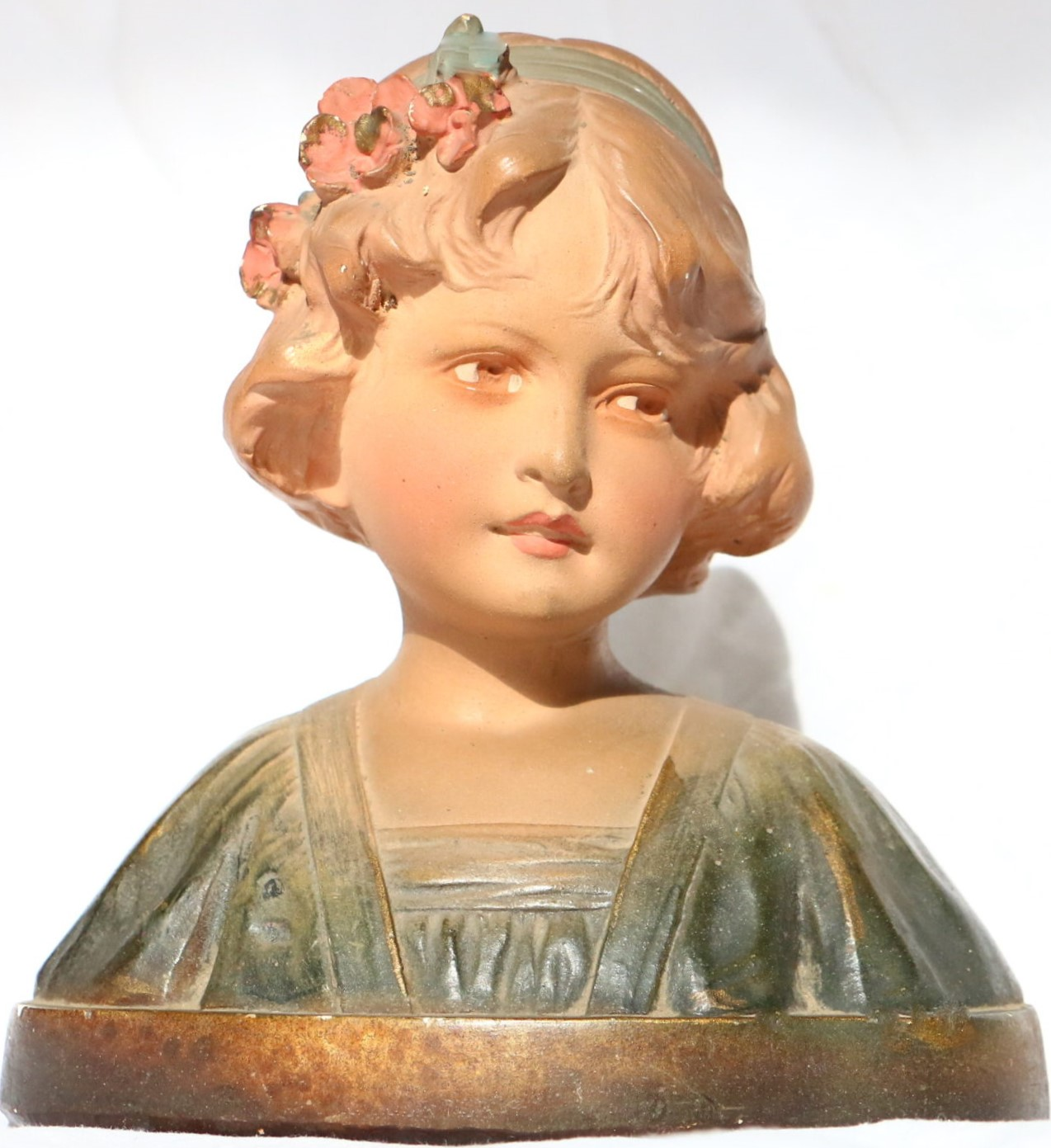
Jong meisje (gips)

### Algemene bronnen
- Florian Haberey: G. Van Vaerenbergh sculptor - sculpteur - Bildhauer: http://www.haberey.info/florian/vaerenbergh-english.htm
- Biografische gegevens bij het RKD-Nederlands Instituut voor Kunstgeschiedenis
- Blogspot L&H: Gustave Van Vaerenbergh :  http://leenenhans.blogspot.com/2013/09/van-vaerenbergh-gustave.html